# Ryszard Bodziacki
Ryszard Krzysztof Bodziacki (ur. 2 kwietnia 1959 w Cybince) – polski polityk, nauczyciel akademicki i samorządowiec, w latach 1991–1998 oraz 2002–2010 burmistrz Słubic.

## Życiorys
Absolwent Akademii Rolniczej w Szczecinie ze specjalnością ekonomia. W 2006 uzyskał stopień doktora w zakresie nauk o polityce na Uniwersytecie im. Adama Mickiewicza w Poznaniu. Został pracownikiem naukowym tej uczelni.
Był członkiem Kongresu Liberalno-Demokratycznego, kandydował z jego listy do Sejmu w wyborach w 1993. Później związany z Unią Wolności. Przystąpił następnie do Platformy Obywatelskiej.
W 1991 został burmistrzem Słubic, ponownie rada miasta powołała go na tę funkcję w 1994. Stanowisko to zajmował do 1998. W 1993 rozpoczął współpracę Słubic z Frankfurtem nad Odrą, oddał tereny pod budowę Collegium Polonicum w Słubicach. Przyczynił się do powstania Euroregionu Pro Europa Viadrina oraz Kostrzyńsko-Słubickiej Specjalnej Strefy Ekonomicznej.
W wyniku bezpośrednich wyborów samorządowych w 2002 powrócił na urząd burmistrza Słubic, pokonując w II turze starostę słubickiego Edwarda Chilińskiego z SLD. W kolejnych wyborach z 2006 uzyskał reelekcję, wygrywając w II turze z przewodniczącym rady miejskiej Tomaszem Ciszewiczem. W 2008 nawiązał współpracę partnerską Słubic z miastem Szostka na Ukrainie.
W 2010 bezskutecznie kandydował do rady powiatu słubickiego. Również bez powodzenia ubiegał się o reelekcję na burmistrza Słubic, przegrywając w II turze z Tomaszem Ciszewiczem. W 2014 z własnego komitetu bezskutecznie kandydował ponownie na burmistrza (przegrał w I turze, zajmując 2. miejsce za Tomaszem Ciszewiczem), a także z listy PO do Sejmiku Województwa Lubuskiego. Odszedł później z PO i w 2015 startował bezskutecznie do Sejmu z ramienia komitetu wyborczego wyborców Kukiz’15, zorganizowanego przez Pawła Kukiza.

## Odznaczenia i wyróżnienia
- Srebrny Krzyż Zasługi (2001)[11]
- Brązowy Medal „Za zasługi dla obronności kraju” (1997)
- Odznaka Honorowa za Zasługi dla Województwa Lubuskiego (2010)[12]
- Wyróżnienie „Najlepszy Burmistrz Roku 2010” w konkursie pod patronatem ministra infrastruktury (2010)[13]
- Medal 100-lecia Uniwersytetu Poznańskiego (2019)[14]
- Tytuł „Człowiek 15-lecia Polski w Unii Europejskiej” nadany przez Sejmik Województwa Lubuskiego (2019)[15]